# Lijst van weg- en veldkruisen in Voerendaal
Dit is een onvolledige lijst van weg- en veldkruisen in de gemeente Voerendaal. Onder kruisen wordt verstaan: alle weg-, veld- en hagelkruisen ed. De kruisen op kerkhoven of op gevels en daken van gebouwen zijn buiten beschouwing gelaten.
Bij enkele kruisen staat het huisnummer aangegeven van de woning die erbij ligt.
| Adres                             | Plaats               | Plaatsingsjaar | Soort kruis  | Extra informatie                                                                                  | Foto |
| --------------------------------- | -------------------- | -------------- | ------------ | ------------------------------------------------------------------------------------------------- | ---- |
| Craubekerstraat-Barrier           | Klimmen              | 1924           |              |                                                                                                   |      |
| Groeneweg-Jan Peukensweg          | Klimmen              |                |              |                                                                                                   |      |
| Hekerweg-Hellebeukerweg           | Klimmen              |                |              |                                                                                                   |      |
| Houtstraat-Waalheimerweg          | Klimmen              |                |              |                                                                                                   |      |
| Kalfsholweg-Putweg                | Klimmen              |                |              |                                                                                                   |      |
| Klimmenderstraat (bij nr. 82)     | Klimmen              |                |              |                                                                                                   |      |
| Klimmenderstraat-Schutteheiweg    | Klimmen              |                |              |                                                                                                   |      |
| Koulenbergsweg-Krekelsbos         | Klimmen              |                |              |                                                                                                   |      |
| Krekelsbos-Langs de Ling          | Klimmen              |                |              |                                                                                                   |      |
| Putweg                            | Klimmen              |                |              |                                                                                                   |      |
| Toscane                           | Klimmen              | 2008           |              |                                                                                                   |      |
| Craubekerstraat-Kaarderbekerweg   | Klimmen-Craubeek     | 1879           |              |                                                                                                   |      |
| Brommelerweg                      | Klimmen-Weustenrade  |                |              |                                                                                                   |      |
| Esschenderweg                     | Klimmen-Weustenrade  |                |              |                                                                                                   |      |
| Esschenderweg (bij nr. 1)         | Klimmen-Weustenrade  |                |              |                                                                                                   |      |
| Kruisstraat-Luiperbeekstraat      | Klimmen-Weustenrade  |                |              |                                                                                                   |      |
| Luiperbeekstraat-Oliemolenstraat  | Klimmen-Weustenrade  |                |              |                                                                                                   |      |
| Oliemolenstraat (bij nr. 11)      | Klimmen-Weustenrade  |                |              |                                                                                                   |      |
| Mareheiweg (bij nr. 45)           | Klimmen-Termaar      |                |              |                                                                                                   |      |
| Schalenboschweg-Termaar           | Klimmen-Termaar      | 1959           |              |                                                                                                   |      |
| Bergseweg-Heerlerweg              | Kunrade              |                |              |                                                                                                   |      |
| Heerlerweg-Kunderberg             | Kunrade              | 1865           |              |                                                                                                   |      |
| Kunderberg (op de helling)        | Voerendaal           | 1944           | Memoriekruis | Geplaatst ter herinnering aan R.F.C.H. Le Chantre, die hier op 9 september 1944 werd gefusilleerd |      |
| Akerweg                           | Ransdaal             |                |              |                                                                                                   |      |
| Akerweg-Ransdalerstraat           | Ransdaal             | 2005           |              |                                                                                                   |      |
| Delkesweg                         | Ransdaal             |                |              |                                                                                                   |      |
| Delkesweg                         | Ransdaal             |                |              |                                                                                                   |      |
| Delkesweg                         | Ransdaal             |                |              |                                                                                                   |      |
| Doctor Huntjensstraat-Spoorstraat | Ransdaal             |                |              |                                                                                                   |      |
| Kampstraat (bij nr. 1)            | Ransdaal             |                |              |                                                                                                   |      |
| Kampstraat (bij nr. 4)            | Ransdaal             |                |              |                                                                                                   |      |
| Kampstraat-Ransdalerstraat        | Ransdaal             |                |              |                                                                                                   |      |
| Karstraat-Ransdalerstraat         | Ransdaal             |                |              |                                                                                                   |      |
| Mareheiweg-Stationsstraat         | Ransdaal             | Ca. 1945       | Dankkruis    | Geplaatst uit dankbaarheid voor behoud en bevrijding (1940-1945)                                  |      |
| Pastoor Laevenstraat (bij nr. 25) | Ransdaal             |                |              |                                                                                                   |      |
| Ransdalerweg-Sint Gillesweg       | Ransdaal             |                |              |                                                                                                   |      |
| Breedenweg-Heggerweg              | Ubachsberg           | 1998           |              |                                                                                                   |      |
| Daelsweg-Scheepensweg             | Ubachsberg           | 2013           |              |                                                                                                   |      |
| Dalstraat-Hunsstraat              | Ubachsberg           |                |              |                                                                                                   |      |
| Hunsstraat-Kerkstraat             | Ubachsberg           |                |              |                                                                                                   |      |
| Kerkstraat-Oude Schoolstraat      | Ubachsberg           |                |              |                                                                                                   |      |
| Kolmonderweg-Kruishoeveweg        | Ubachsberg           |                |              |                                                                                                   |      |
| Kolmonderweg-Pingenstraat         | Ubachsberg           |                |              |                                                                                                   |      |
| Minnegardsweg-Vloedsgraaf         | Ubachsberg           |                |              |                                                                                                   |      |
| Vrenkenweg                        | Ubachsberg           |                |              |                                                                                                   |      |
| Wijnstraat-Scheepensweg           | Ubachsberg           |                |              |                                                                                                   |      |
| Cortenbacherveldweg-Marenweg      | Voerendaal           |                |              |                                                                                                   |      |
| Cortenbach-Hoolstraat             | Voerendaal           |                |              |                                                                                                   |      |
| Grachtstraat-Heerlerweg           | Voerendaal           |                |              |                                                                                                   |      |
| Hogeweg-Hoolstraat                | Voerendaal           |                |              |                                                                                                   |      |
| Kasteellaan Haeren                | Voerendaal           |                |              |                                                                                                   |      |
| Putterweg-Steinweg                | Voerendaal           |                |              |                                                                                                   |      |
| Frombergerweg (bij nr. 15)        | Voerendaal-Fromberg  |                |              |                                                                                                   |      |
| Winthagen (bij nr. 10)            | Voerendaal-Winthagen |                |              |                                                                                                   |      |
| Winthagen-Hooggats                | Voerendaal-Winthagen |                |              |                                                                                                   |      |